# Шевченко (Первомайский район)
Шевченко (укр. Шевченко) — село в Первомайском районе Николаевской области Украины.
Население по переписи 2001 года составляло 20 человек. Почтовый индекс — 55244. Телефонный код — 5161.

## Местный совет
55244, Николаевская обл., Первомайский р-н, с. Тарасовка